# Bandiera del Kurdistan
La bandiera del Kurdistan (in curdo Kurdistan Alay o Alaya Kurdistanê ئاڵای کوردستان, detta anche Alaya Rengin, "La bandiera colorata") fu disegnata durante i tentativi d'indipendenza dei curdi dall'Impero ottomano.

## Storia
Probabilmente fu creata nel 1900 dall'organizzazione di Xoybûn (o Khoyboon). Una versione precedente di questa bandiera fu quella della Repubblica di Ararat, nazione presente tra il 1927 e il 1931 in Anatolia. Una bandiera simile fu poi utilizzata dallo stato filo-sovietico della Repubblica di Mahabad nel 1946. Attualmente è utilizzata come bandiera ufficiale della regione autonoma del Kurdistan in Iraq, sotto il controllo del governo regionale del Kurdistan. La bandiera è stata bandita in Turchia, Siria e Iran.

## Simbolismo
La principale caratteristica della bandiera curda è l'emblema al centro dello stendardo, il sole d'oro ardente, che è un antico simbolo religioso dei curdi e rappresenta nello zoroastrismo la saggezza. Il disco solare ha 21 raggi, uguali per forma e dimensione. Il numero 21 ha un'importanza anche nelle antiche tradizioni religiose dei curdi Yazdani. Anche i colori della bandiera hanno un significato simbolico: il rosso simboleggia il sangue dei martiri curdi e la continua lotta per la libertà e l'indipendenza del Kurdistan; il verde simboleggia la bellezza dei paesaggi del Kurdistan; il bianco simboleggia la pace e l'uguaglianza; il giallo rappresenta la vita e la luce.

## Altre bandiere utilizzate dai curdi

Bandiera del TEV-DEM utilizzata dai curdi in Rojava